# Melody Time
Melody Time er en animationsfilm fra 1948 produceret af Walt Disney, og det er den 10. i rækken af Disneys klassikere. Filmen er deres femte antologifilm med syv forskellige segmenter med hver deres historie og fortælling. De enkelte segmenter er desuden udgivet som kortfilm hver for sig.

## Handling
Filmens syv segmenter er:
- "Once Upon a Wintertime": To elskende reddes fra en isfrossen flod af hjælpsomme dyr. Sang af Frances Langford
- "Bumble Boogie": En surrealistisk historie om en bi, der bliver overfaldet af musikinstrumenter og symboler, der er kommet til live
- "Johnny Appleseed": Historien om en berømt træplantør
- "Little Toot": En heltemodig lille slæbebåd redder en stor oceandamper. Sang af The Andrews Sisters
- "Trees": Stemningssegment med musikalsk bearbejdning af et digt af Joyce Kilmer viser træer i årstidernes skiften
- "Blame It on the Samba": Anders And og José Carioca møder sambaen på en latinercafé
- "Pecos Bill": Historien om en cowboy, hans trofaste hest Widowmaker og hans kæreste Slue Foot Sue. Sanger og fortæller er Roy Rogers